# 哈拉瓦科阿

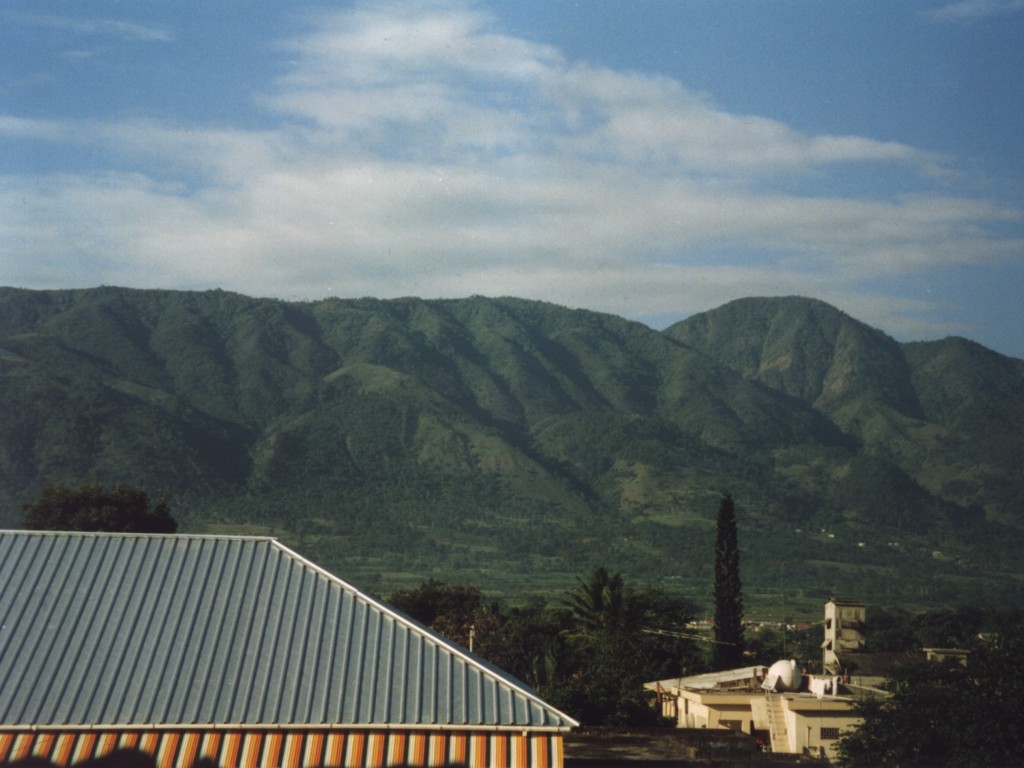

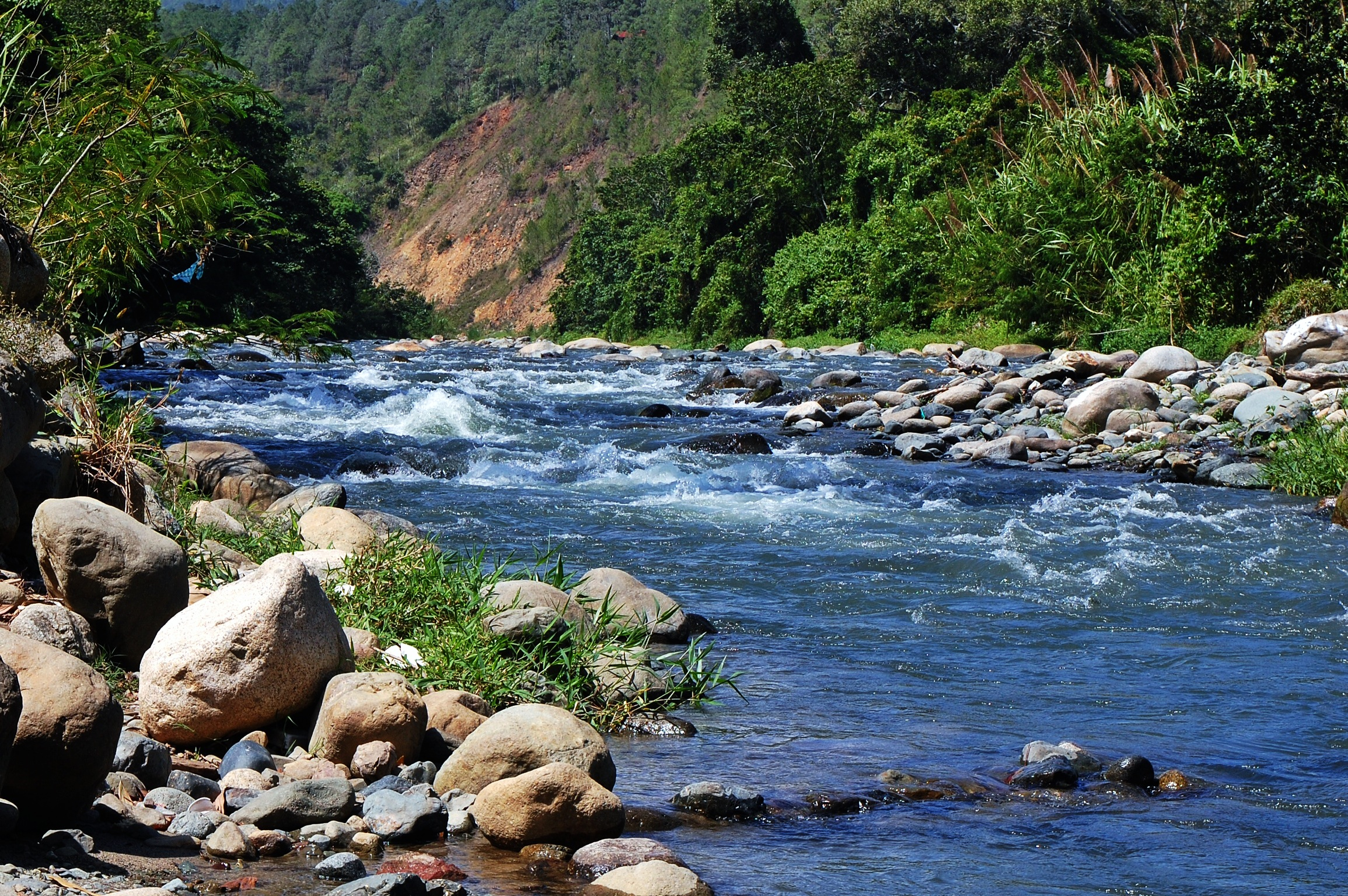

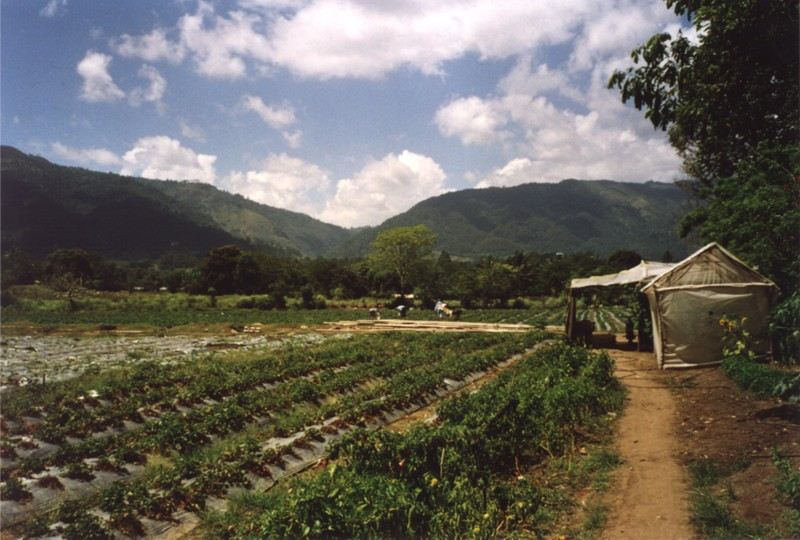

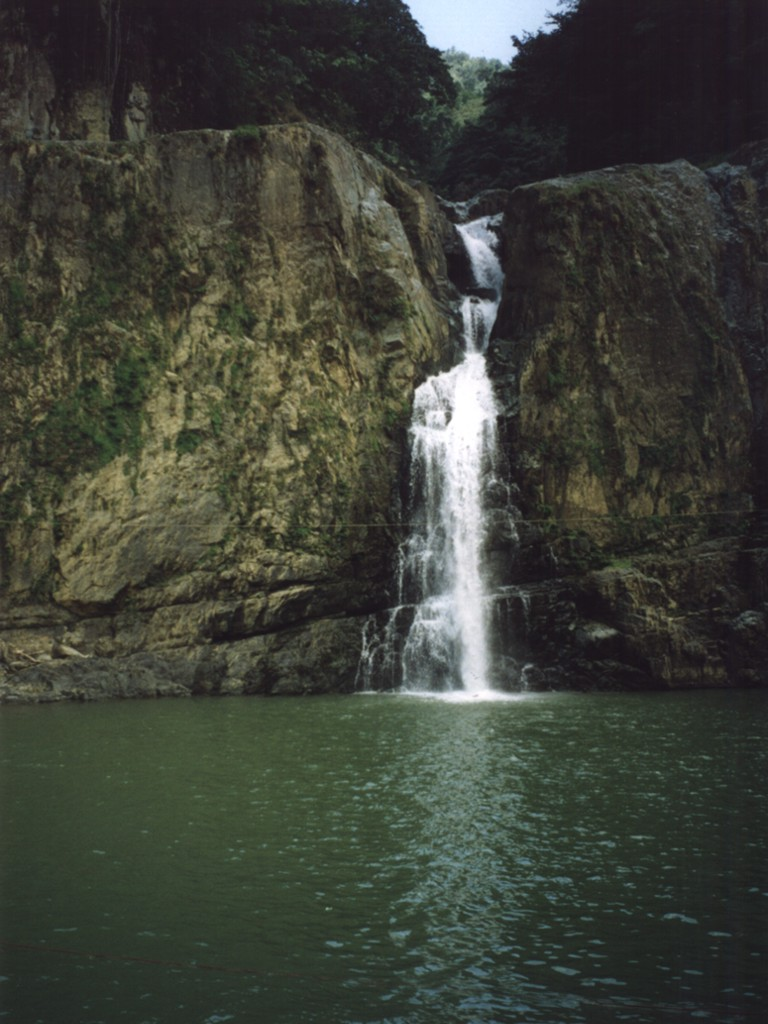

哈拉瓦科阿（西班牙語：Jarabacoa），是多明尼加共和國的城鎮，位於該國中部，由拉維加省負責管轄，面積665.88平方公里，海拔高度529米，2012年人口69,855，人口密度每平方公里100人。